# 冰雪主题乐园

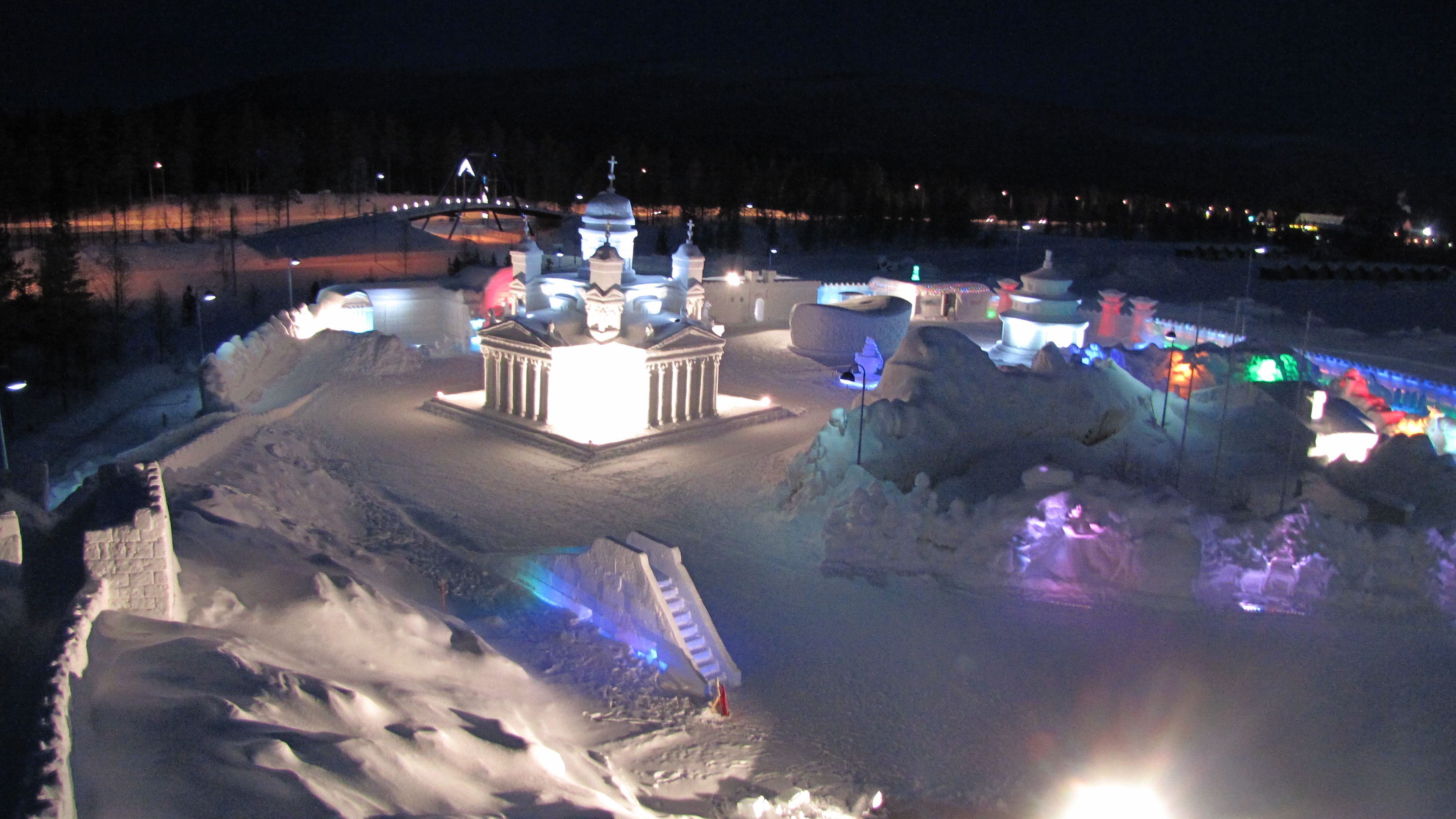
在芬兰莱维的长城滑道上看向赫尔辛基主教座堂的画面

ICIUM冰雪仙境是一个在芬兰莱维用冰雪建造的冬季娱乐公园，於2010年12月18日开放。在占地1公顷的公园内展出了冰雕和雪雕。

## 建造

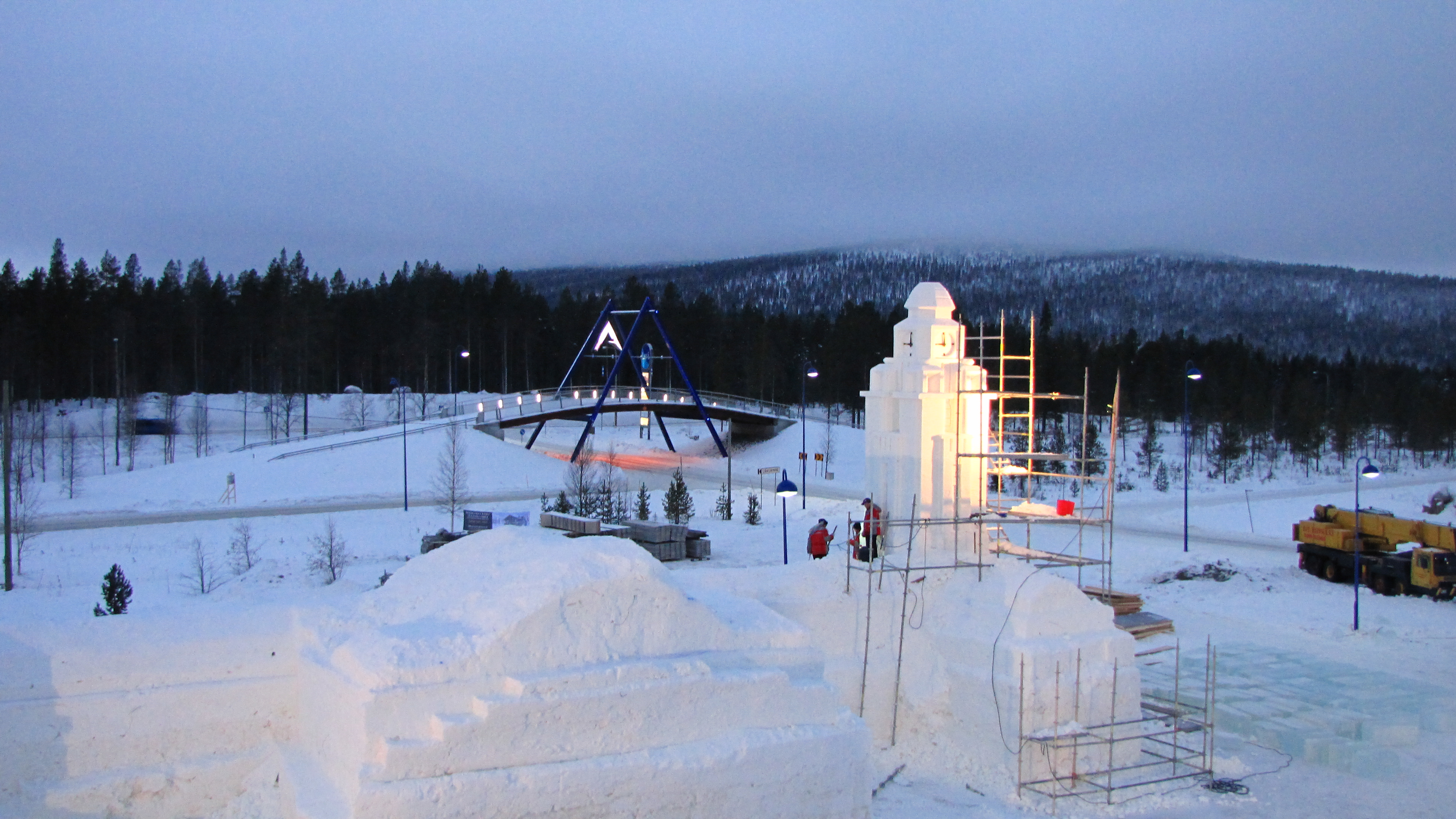
2010年12月在建中的赫尔辛基中央火车站

冰雪主题乐园由来自哈尔滨市的中国冰雕艺术家参与制作，自1963年起该市每年都举办哈尔滨国际冰雪节。
超过1万立方米的雪被用于2010年的第一个冰雪主题乐园的建造。建造者同时还从欧纳斯河中吊起了超过600立方米的冰来制做冰雕。

## 冰雪主题乐园的结构

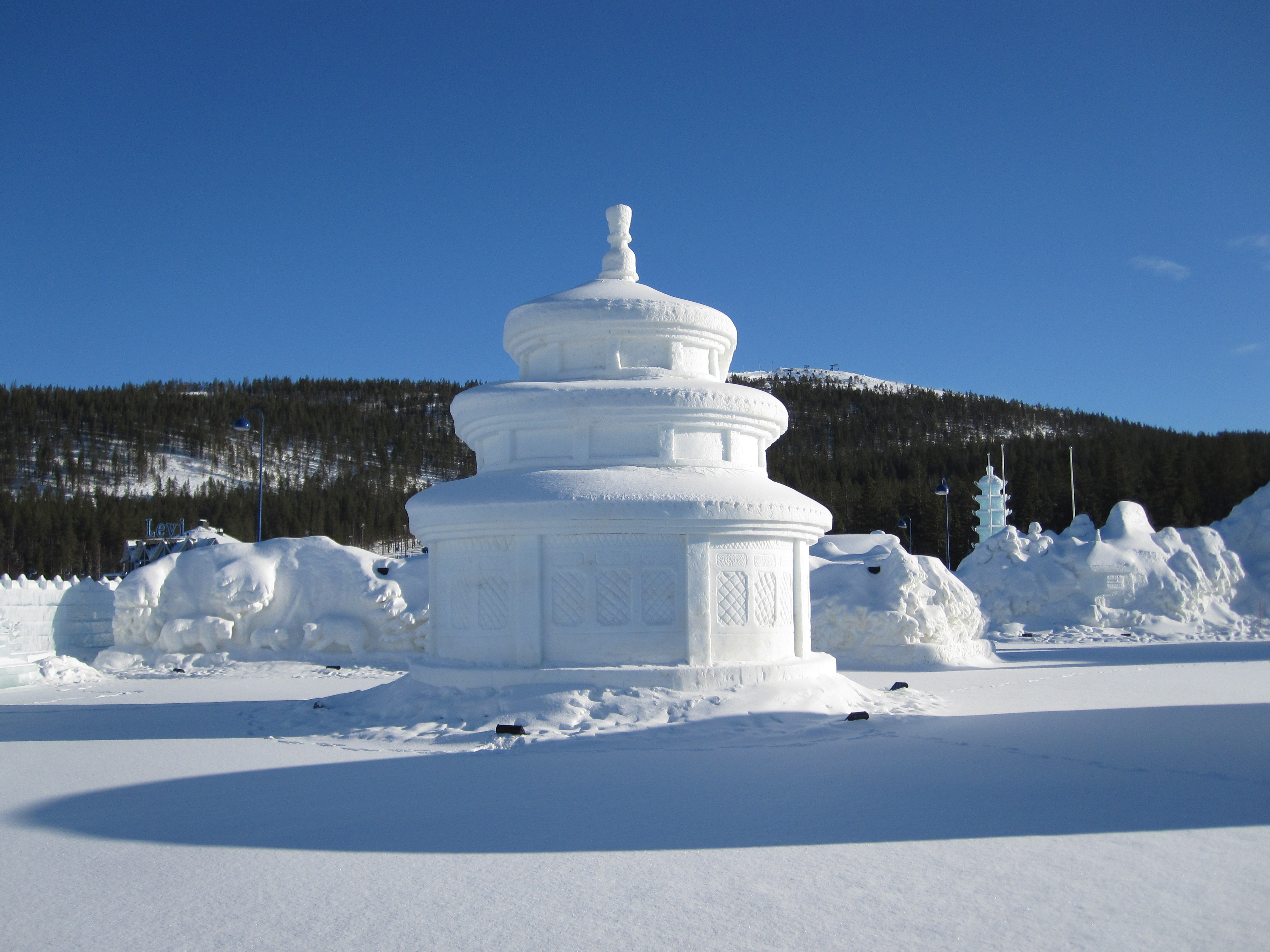
天坛

冰雪主题乐园2010-2011季的主要景点有：
- 长城滑道。最大的冰雪建筑，长城滑道高15米长80米。该建筑的建造耗费了超过5千立方米雪。
- 赫尔辛基主教座堂。高度达15米的赫尔辛基主教座堂和长城滑道一起并称冰雪主题公园最高的建筑。
- 赫尔辛基中央火车站。
- 宝塔。绿宝塔是冰雪主题乐园最高的建筑，有超过15米高。
- 天坛。
- 北京国家体育馆。
- 兵马俑。兵马佣的冰雕。

## 中国民俗艺术家
来自北京的民俗艺术家也会在冰雪主题乐园中展示传统的中国民俗艺术，例如草编、鼻烟壶内画和捏面人。

## 冰雪主题乐园吉祥物
明明，一只来自竹子乐园的小熊猫是冰雪主题乐园的吉祥物。在他第一次的冒险中，明明努力从恶龙手中拯救他的故乡，他还得到了驯鹿爷爷尼拉、驯鹿宝宝妮娜和圣诞老人的帮助。